# Череа
Черѐа (на италиански: Cerea; на венециански: Zerea, Цереа) е град и община в Северна Италия, провинция Верона, регион Венето. Разположен е на 18 m надморска височина. Населението на общината е 16 555 души (към 2016 г.).